# Hardplatz
Der Hardplatz ist ein Platz in Zürich im Quartier Hard im Stadtkreis Aussersihl. Der Verkehrsknotenpunkt liegt am Südende der Hardbrücke und verbindet diese mit der Hohlstrasse und der Hardstrasse. Bevor die Tramlinie 8 zum Bahnhof Zürich Altstetten verlängert wurde, war er auch die Endhaltestelle dieser Tramlinie. 

## Geschichte
Der Hardplatz befindet sich an der Stelle, wo sich die Sihlfeldstrasse mit der Hohlstrasse kreuzten. Die Sihlfeldstrasse, früher als Schrägweg bezeichnet, bildete eine Verbindung von Wiedikon in die Unterhard und endete in der Nähe der heutigen Technoparks an einer stadtauswärts führenden Strasse.
Die Strassenkreuzung wurde erst nach dem Bau der Hardbrücke im Jahr 1897 zu einem Platz ausgestaltet und 1898 benannt. Die Blockrandbebauung um den Platz setzte in den 1920er-Jahren ein. Zur Linderung der Wohnungsnot während des Ersten Weltkriegs baute die Stadt auf der Südseite des Platzes die kommunale Wohnsiedlung Sihlfeld zusammen mit dem Schulhaus Sihlfeld.
Mit der Eröffnung der neuen Hardbrücke 1972 wurde der Verkehr der Westtangente am Rande des Hardplatzes vorbeigeführt – vorerst nur derjenige in Richtung Norden. Erst nachdem der Platz 1982 umgestaltet und die Hardbrücke über den Platz hinweg bis zu den ersten Häusern der Hardstrasse verlängert worden war, floss auch der Durchgangsverkehr Richtung Süden über die Hardbrücke. Mit Eröffnung der Westumfahrung im Jahr 2009 benutzt der Verkehr der Westtangente in beiden Richtungen den Weg Hardbrücke–Hohlstrasse. Durch die Verminderung der Fahrspuren für den Individualverkehr konnte auf der Hardbrücke Platz geschaffen werden für eine Verlängerung der Tramlinie 8 nach Zürich-West, sodass der Hardplatz nicht mehr Endhaltestelle der Tramlinie ist und neu gestaltet werden konnte.